# Ctrl+Alt+Del
Ctrl+Alt+Del (CAD) is een webcomic gecreëerd door Tim Buckley. Het verhaal richt zich vooral op de ICT en het spelen van videospellen. De naam van het stripverhaal refereert aan de alombekende toetsencombinatie voor het resetten van het Windows-besturingssysteem: control-alt-delete. De eerste strip uit de reeks werd op 23 oktober 2002 op de website geplaatst. Van het stripverhaal verschijnt momenteel elke maandag, woensdag en vrijdag een nieuwe uitgave.
De webstrip bevond zich tot eind 2005 onder het domein CtrlAltDel-Online.com. Eind 2005 is de website echter compleet herbouwd door Pierre-Luc Brunet, eigenaar van de webwinkel ZeStuff. De strip is gelijktijdig verhuisd naar het domein CAD-Comic.com.

## Hoofdpersonages

##### Ethan Ryan MacManus(2002-heden)
Ethan is een 25-jarige Ier, verslaafd aan videospellen. Zijn droge en onlogische gedachtegangen zijn de basis van het verhaal van een groot deel van de comics. Ethan werkt momenteel bij GameHaven, een videospellenwinkel, als verkoopmedewerker. Ethan is ook de bedenker van Winter-een-mas en stichter van de Church of Gaming.

##### Lucas Davidowicz(2002-heden)
Lucas is een doorsnee jongen. Hij is 26 jaar oud en is behoorlijk lui. Hij verkiest het spelen van videospellen vaak boven zijn werk. Hij is vaak erg cynisch en sarcastisch. Hij is een softwareprogrammeur en werkt in een computerwinkel.

##### Scott(2002-heden)
Scott is de huisgenoot van Lucas en Ethan. Hij wordt vaak bestempeld als een hippie. Hij is een groot fan van Linux en een tegenstander van Windows. Hij heeft een huisdier, zijn pinguïn Ted. In het begin van de strip was hij regelmatig te zien, maar later verdween hij steeds meer op zijn eigen kamer. Zijn kamer is tevens zijn eigen plek. De anderen mogen hier nooit binnenkomen, wat ze wel heel graag willen.

##### Lilah Monroe(2003-heden)
Een slim en aantrekkelijk meisje, dat het tegendeel bewees van Ethans vooroordeel over meisjes die niet kunnen gamen. Ethan en Lilah begonnen al snel met daten. Ze wonen nu samen. Lilah is 25 jaar oud en is voormalig secretaresse. Ze verdient haar geld momenteel door mee te doen aan videospelcompetities.

##### Zeke(2003-heden)
Zeke (Ezekiel), een levende en sprekende robot, voormalig bekend als de "Xbot", is een creatie van Ethan. De robot is opgebouwd uit Xbox-onderdelen.

## CAD Premium
Eind 2005 werd CAD Premium aangekondigd. Voor een maandelijkse of jaarlijkse bijdrage kunnen fans zich hiervoor sinds februari 2006 inschrijven. Leden krijgen toegang tot onder andere extra Ctrl+Alt+Del bureaubladachtergronden en extra Ctrl+Alt+Del afleveringen. Ze krijgen bij dit abonnement ook toegang tot de exclusieve Ctrl+Alt+Del: The Animated Series, een animatieserie gebaseerd op de webstrip.
Ook al is CAD Premium een betaalde service, Buckley heeft gezegd dat de strips zelf gratis zullen blijven, en dat abonnees korting krijgen op de dvd's van de serie.

### Ctrl+Alt+Del: The Animated Series
Het eerste seizoen van CAD: The Animated Series ging in februari 2006 van start. De twaalf afleveringen van het eerste seizoen zijn recent uitgebracht op DVD.
Het tweede seizoen zal hoogstwaarschijnlijk in maart 2008 van start gaan en twaalf afleveringen tellen.

## Sillies
In juli 2008 introduceerde Buckley een nieuw soort strip op zijn website: "Sillies". Deze strip is een versimpelde versie van de echte Ctrl+Alt+Del strip. De strip bestaat altijd uit drie kleine panelen waar telkens korte grappen en sketches in uitgewerkt worden. Door het positieve commentaar wat Buckley ontving van zijn fans, besloot hij de Sillies ook regelmatig te gaan updaten.

## Analog and D+Pad
Analog and D+Pad is een stripboek geschreven door Tim Buckley. De strips worden getekend door Zack Finfrock. Het verhaal is gebaseerd op de Ctrl+Alt+Del personages, maar speelt zich af in een parallel universum. In dit universum zijn Ethan en Lucas respectievelijk de superhelden Analog and D+Pad. Het eerste nummer uit de reeks werd 7 februari 2007 uitgebracht. De eerste zes pagina's stonden al eerder online.

## Collecties
Er zijn tot nu toe 3 verzamelwerken uitgebracht van de Ctrl+Alt+Del webstrip:
- Ctrl+Alt+Del Volume One: Insert Coin (ISBN 0-9764678-0-1)
- Ctrl+Alt+Del Volume Two: Press Start (ISBN 0-9764678-1-X)
- Ctrl+Alt+Del Volume Three: Critical System Failure

Elk verzamelwerk bevat 150 strips van de webcomic en een hoop achtergrondinformatie en bonusmateriaal.

## CAD Translation Project
In januari 2007 kondigde Buckley aan de webstrip in meerdere talen uit te gaan brengen. Lezers zijn vrij om de comics te vertalen en op het bijbehorende forum te zetten, zodat Buckley de vertalingen kan toevoegen op de website. Tot nu toe zijn voornamelijk de allereerste comics vertaald in het Frans, Duits en Spaans.

## Digital Overload
Digital Overload is een jaarlijkse LAN-party, georganiseerd door Ctrl+Alt+Del. Het wordt sinds 2006 gehouden in Providence (Rhode Island). Het evenement wordt mede mogelijk gemaakt door Ni Networks.

## Winter-een-mas
Veel lezers van de strip vieren Winter-een-mas, een videospellen 'feestdag' die in de strip geïntroduceerd werd door Ethan. De hele maand januari staat in het teken van Winter-een-mas, maar de echte feestdagen vinden elk jaar plaats in de laatste week van januari.
Er zijn drie symbolen die bij deze feestdag horen:
- Een kroon met pijlen erop (een referentie naar het besturen van een videospel) en het symbool van een D-pad in het midden.
- Een staf met een gamecontroller erop.
- Een cape.

Deze symbolen waren voor het eerst te zien in de comic "It's a... Scepter".